# Vorterix
Vorterix es una estación de radio online argentina, que transmite desde la Ciudad Autónoma de Buenos Aires.

## Historia

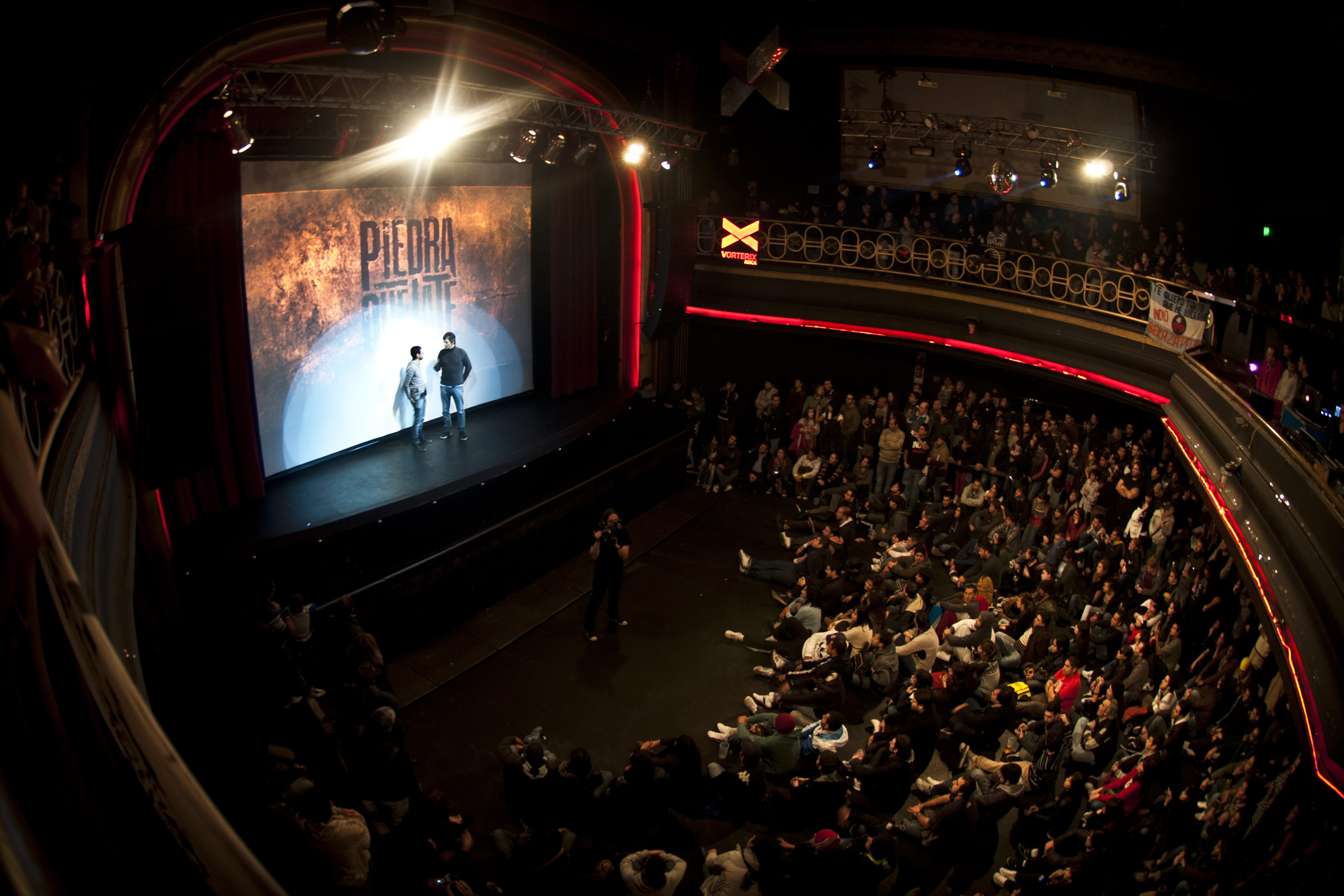
Interior del Teatro Vorterix, se observa a Mario Pergolini sobre el escenario.

En 2011, Mario Pergolini abandonó Rock & Pop luego de 25 años en la misma emisora y comienza un proyecto propio bajo el nombre de Vorterix. Esto no solo incluía la radio sino también un sitio web donde se transmiten recitales y música en HD y un teatro para 1500 personas (Antiguo Teatro Argos o Colegiales). El teatro se reinauguró el 25 de mayo de 2012, cerraron la avenida Federico Lacroze en donde tocó Nonpalidece frente a 30.000 personas en la calle, y luego 1500 personas que pudieron entrar a las instalaciones presenciaron un show sorpresa de Skay Beilinson.
En su corta historia de vida, destacaron momentos como la transmisión en HD desde las Olimpiadas de Londres 2012, las transmisiones de recitales de Kiss, Pearl Jam y Foo Fighters desde estadios, las transmisiones de Slash y Megadeth desde el teatro Vorterix, las entrevistas a Ricardo Iorio, Viggo Mortensen y Quino por Mario Pergolini, Divididos inaugurando el Estudio Luis Alberto Spinetta y todas las transmisiones del Cosquín Rock desde 2013.
En marzo de 2015 dejan la 103.1, para pasarse a la nueva frecuencia de 92.1 y vuelve Radio Uno. En 2016 el Grupo Indalo adquirió CN23, El Argentino y 50% de Vorterix al Grupo 23. En 2017, el medio fue reconocido con el Premio Konex como uno de los mejores Emprendimientos Digitales de la última década en Argentina. Ese mismo año, no obstante, la empresa no pudo cumplir con sus obligaciones previsionales por lo que Mario Pergolini tomó, en forma personal, un crédito de u$s 550.000 para saldar deudas con la AFIP y ANSES. Para compensar, se crearon nuevas acciones que fueron suscriptas por Pergolini, licuando así la participación del Grupo Indalo, que quedó reducida a un 14,85 % contra el 85,15 % que quedó a cargo de Pergolini.
En los años siguientes las pérdidas se prolongaron, llegando a fines de 2022 a acumular $465,7 millones de deuda, mientras que su activo era de apenas $301,7 millones. En abril de 2023, el directorio decidió acudir al concurso preventivo, una resolución ratificada en asamblea en junio de ese año.
En junio de 2024 se mudan de la 92.1 a la 97.1. Finalmente en diciembre de 2024, y aludiendo a los altos costos eléctricos, cesaron definitivamente sus emisiones por aire quedando sólo como emisora online.

## Estilo
La emisora comenzó emitiendo un estilo rockero, emitiendo música con poca difusión en el país; bandas de rock progresivo, punk, metal, entre otros géneros a toda hora. Paulatinamente fue poblando su grilla de programas con personajes del medio radial reconocidos o bien gente que trabajaba en diferentes programas en la antigua Rock & Pop. El estilo se mantenía distendido y cómico en la mayoría de la grilla, con algunos programas informativos/deportivos.
A mediados de 2014, la radio comenzó a apuntar a un público más bien adolescente y apuntó demográficamente al barrio de Palermo y aledaños. La grilla de programas fue entonces cambiando y para mediados de 2017 varios personajes del medio tuvieron que irse dando paso a nuevos personajes del medio digital (los llamados "Youtubers" e "Influencers" del momento). Para el 2019, cambió casi completamente su estilo de rock sin difusión (que volvió a perderla) por los estilos urbanos como el Trap y el Hip Hop; además los programas se centraron en los gustos de los adolescentes del momento cambiando el estilo cómico radial del pasado, más cercano a la antigua Rock & Pop por un estilo más bien estridente, menos cómico y lleno de referencias a la cultura pop del momento y aumentó el número de invitados circunstanciales siempre ajustados a las tendencias de temática "teen" del momento.

## Programación

### Alineación 2025
- Mañana va a estar bueno (Pablo Kenny, La Colo, Nachoide y Fiorela Fraccaro)
- Deja que entre el sol (Mario Pergolini, Cami Fortunato, Nazareno Casero)
- No se pudo (Juan Castro, Ernesto Provitilio, Juan Igal, Alexis Valido, Palito)
- Reporte minoritario (Sebastián Porrini, Midy Radomskiy, Diego Ortega)
- Dopaminas (La Colo, Agostina Palazzolo, Cami Fortunato, Guille Bianchi)
- Desde el respeto (German Beder, Joaquín Cavanna)
- Cinco minutos más (Mernuel, Moski, Bauleti, Guille Bianchi)
- ¿Se vive de esto? (Boffe GP)
- Paren la mano (Luquitas Rodríguez, Germán Beder, Alfredo Montes de Oca, Roberto Galati, Joaquín Cavanna)
- Se nota mucho (Seba Varela del Río, Marcos Giles, Agostina Palazzolo)
- Esto no sucedió (Tomás Pergolini, Ezequiel Schapira, Harry Alex)
- California secreta (Sebastián De Caro, Lucas Manuel Rodríguez, Ramiro García Bogliano)
- Se dijo todo (José Montesano, Pablo Kenny, Pepazx)
- Paren a Olga (Miguel Granados, Luquitas Rodríguez, Lucas Fridman, Germán Beder, Benjamín Amadeo, Alfredo Montes de Oca, Marti Benza, Robert Galati)
- El Galpon ( Luquitas Rodríguez, Robert Galati,Nachito Saralegui)
- Colegas (Malena Guinzburg)

## Repetidoras
| Última frecuencia que transmitió por aire                                       | Última frecuencia que transmitió por aire | Última frecuencia que transmitió por aire |
| Frecuencia                                                                      | Localización                              | Referencia                                |
| ------------------------------------------------------------------------------- | ----------------------------------------- | ----------------------------------------- |
| 97.1                                                                            | Buenos Aires                              | [ 6 ]                                     |
| Repetidoras: algunas pasan toda la grilla, otras sólo el programa de Pergolini. |                                           |                                           |
| 99.1                                                                            | Bahía Blanca, Buenos Aires                | [ 7 ]                                     |
| 91.7                                                                            | Paraná, Entre Ríos                        | [ 8 ]                                     |
| 104.5                                                                           | Mendoza, Mendoza                          | [ 9 ]                                     |
| 96.5                                                                            | Neuquén, Neuquén                          | [ 10 ]                                    |
| 103.9                                                                           | San Luis, San Luis                        | [ 11 ]                                    |
| 104.1                                                                           | Rosario, Santa Fe                         | [ 12 ]                                    |
| 107.3                                                                           | Santa Fe, Santa Fe                        |                                           |
| 95.9                                                                            | Bariloche, Río Negro                      | [ 13 ]                                    |
| 96.7                                                                            | Santa Rosa, La Pampa                      | [ 14 ]                                    |
| 104.5                                                                           | Mar del Plata, Buenos Aires               | [ 15 ]                                    |
| 89.1                                                                            | San Miguel de Tucumán, Tucumán            | [ 16 ]                                    |